# Bückeburg
Bückeburg er en by og kommune i det nordvestlige Tyskland med 19.754 (2023) indbyggere, der ligger på grænsen til Nordrhein-Westfalen under i Landkreis Schaumburg. Denne landkreis er beliggende i delstaten Niedersachsen. Bückeburg var tidligere hovedstad for fyrstedømmet Schaumburg-Lippe og ligger i dag tæt ved Mittelgebirgeområdet Weserbergland.